# موکوموکورن

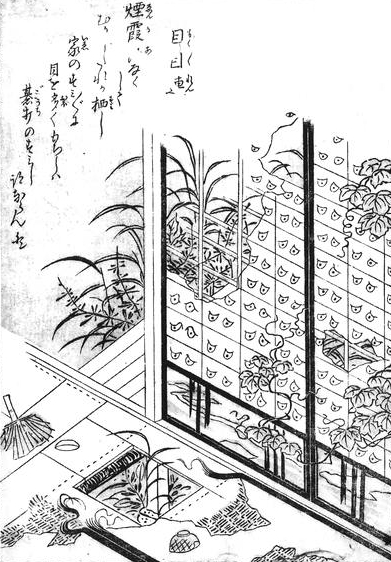
مکومکورن، اثر توری‌یاما سکیئن

موکوموکورن∗ (目目連) نوعی یوکای در اسطوره‌شناسی ژاپنی هستند که در شوجی‌های (درهای کاغذی اتاق‌های ژاپنی) پاره‌شده زندگی می‌کنند. اگر شوجی سوراخ‌های بسیار داشته باشد، گاهی چشم‌هایی در آن دیده می‌شود، که اگر کسی مدتی طولانی در آن‌ها بنگرد، کور می‌شود. تنها راه راندن این ارواح تعمیرکردن شوجی است.